# Mark McGuinness
Mark McGuinness (Slough, 5 de enero de 2001) es un futbolista británico, nacionalizado irlandés, que juega en la demarcación de defensa para el Luton Town F. C. de la League One.

## Selección nacional
Tras jugar en las categorías inferiores de la selección, finalmente hizo su debut con la selección de fútbol de Irlanda en un partido de la Liga de Naciones de la UEFA 2024-25 contra Inglaterra que finalizó con un resultado de 5-0 para el combinado inglés tras los goles de Harry Kane, Anthony Gordon, Conor Gallagher, Jarrod Bowen y Taylor Harwood-Bellis.

## Clubes
| Club                               | País       | Año       | Partidos | Goles |
| ---------------------------------- | ---------- | --------- | -------- | ----- |
| Ipswich Town F. C. (cedido)        | Inglaterra | 2020-2021 | 24       | 1     |
| Cardiff City F. C.                 | Gales      | 2021-2022 | 35       | 3     |
| Sheffield Wednesday F. C. (cedido) | Inglaterra | 2022-2023 | 22       | 1     |
| Cardiff City F. C.                 | Gales      | 2023-2024 | 51       | 3     |
| Luton Town F. C.                   | Inglaterra | 2024-     | 44       | 3     |